# Trois (patinage artistique)
Pour les articles homonymes, voir Trois.
 (mars 2016).

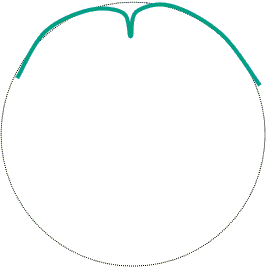
Schéma d'un trois

Un trois est une figure de patinage artistique qui fait partie des quatre retournements sur un pied possibles. Cette figure se caractérise par un changement de direction (de l'avant vers l'arrière ou vice-versa) et un changement de carre. Il existe au total 8 possibilités de trois : un pour chaque direction (avant ou arrière), pied d'appui (droit ou gauche) et carre (dedans ou dehors).
Ce retournement tient son nom de la trace laissée sur la glace. En effet, le passage d'une carre à une autre associé au changement de direction se fait en un point unique, ce qui laisse une marque semblable au chiffre trois.
Les trois sont considérés comme des figures de base du patinage artistique. Avec les mohawks, ils constituent les types de retournements les plus courants et les plus simples à exécuter. Les trois sont aussi couramment utilisés en entrée de sauts comme le flip (trois dehors avant gauche), le boucle piqué (trois dedans avant droit) ou le salchow (trois dehors avant gauche). Le trois constitue également la base du pas de valse et est très utilisé en danse sur glace, notamment dans les programmes imposés.